# Bistum Pereira
Das Bistum Pereira (lat.: Dioecesis Pereirana, span.: Diócesis de Pereira) ist eine in Kolumbien gelegene römisch-katholische Diözese mit Sitz in Pereira.

## Geschichte
Das Bistum Pereira wurde am 17. Dezember 1952 durch Papst Pius XII. aus Gebietsabtretungen des Bistums Manizales und der Apostolischen Präfektur Chocó errichtet. Es ist dem Erzbistum Manizales als Suffraganbistum unterstellt.

## Bischöfe von Pereira
- Baltasar Álvarez Restrepo, 1952–1976
- Darío Castrillón Hoyos, 1976–1992, dann Erzbischof von Bucaramanga
- Fabio Suescún Mutis, 1993–2001, dann Militärbischof von Kolumbien
- Tulio Duque Gutiérrez SDS, 2001–2011
- Rigoberto Corredor Bermúdez, 2011–2024
- Nelson Jair Cardona Ramírez, seit 2024

## Weblinks

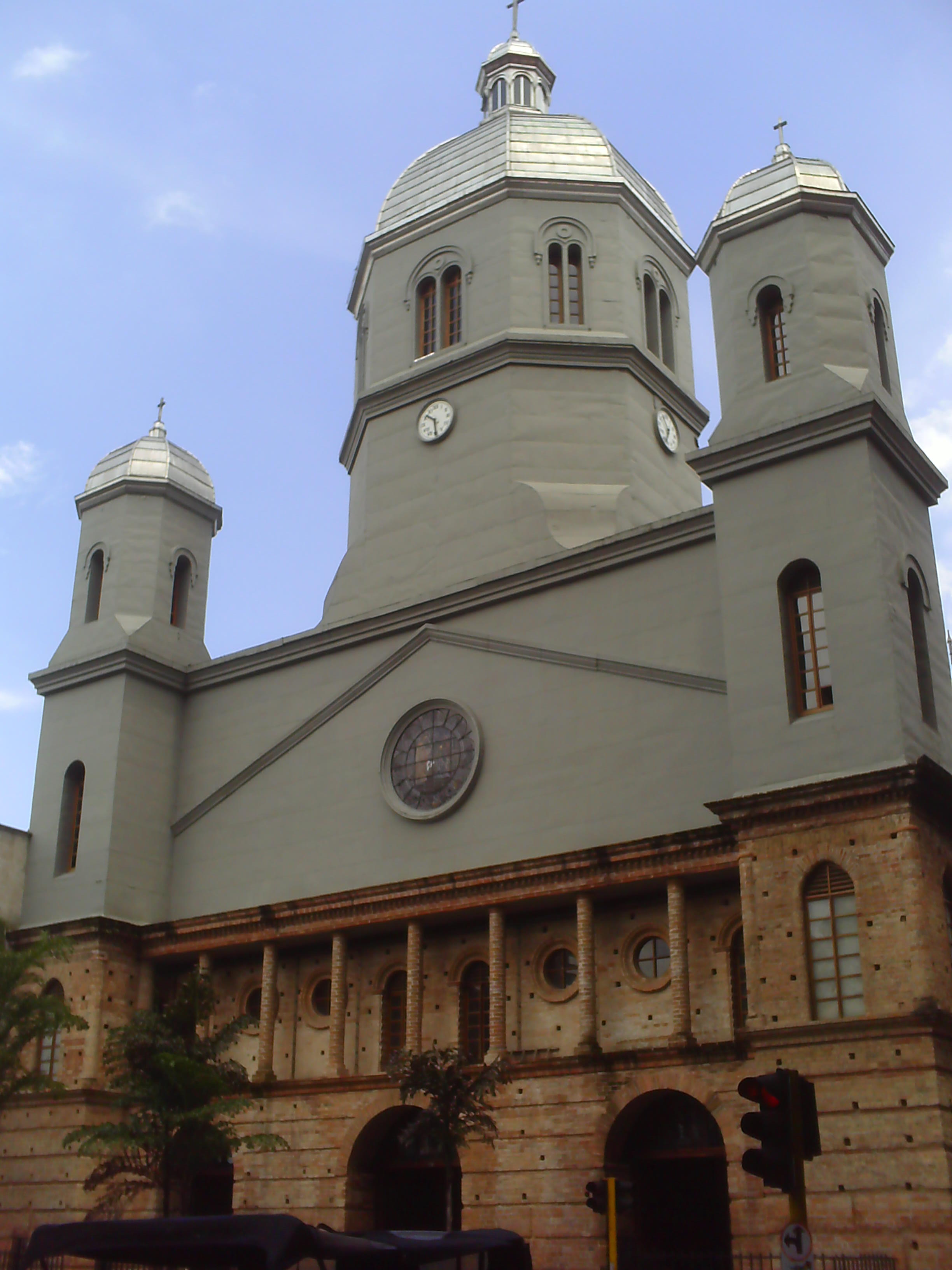
Kathedrale in Pereira